# Niedertaufkirchen
Niedertaufkirchen è un comune tedesco di 1 336 abitanti, situato nel land della Baviera.